# Luís Dalcanale
Luís Dalcanale ( – 23 de novembro de 1972) foi um empresário e político brasileiro.
Foi deputado à Assembleia Legislativa de Santa Catarina na 1ª legislatura (1947 — 1951), pela UDN.